# Jack's Mannequin
Jack's Mannequin è stata una band piano rock statunitense di Los Angeles, originariamente proveniente dalla Contea di Orange (California). Nata come side project di Andrew McMahon, originariamente membro dei Something Corporate, la band è stata formata nel 2004 e ha pubblicato il suo primo album nell'agosto del 2005. Nel giugno dello stesso anno, a McMahon è stata diagnosticata una leucemia linfoblastica acuta (ALL), che da allora è in remissione clinica. Entrambi gli album della band, Everything in Transit e The Glass Passenger, sono stati accolti bene dai fan e dalla critica. Il gruppo è attualmente sotto contratto con la Sire Records.

## Origine del nome
Il nome della band è una combinazione tra il titolo di una canzone scritta da Andrew McMahon, "Dear Jack", e un nome che egli stesso aveva considerato per la band, The Mannequins. Il cantante ha affermato che si era stufato dei nomi delle band che iniziano con "The", quindi ha deciso questa combinazione.

## Storia

### Formazione eEverything In Transit(2004-2007)
Andrew McMahon è entrato nel mondo della musica inizialmente come cantante e pianista della band piano rock di Orange County, Something Corporate. L'impulso primario che sta dietro ai Jack's Mannequin come side project di McMahon fu una canzone da lui registrata nel dicembre del 2000, intitolata "Locked doors". Il cantante aveva la sensazione che la canzone fosse troppo diversa dal precedente materiale dei Something Corporate e si rese conto che, se mai avesse deciso di pubblicarla, sarebbe stata in un album solista piuttosto che una registrazione del gruppo. L'idea sembrava molto remota, fino alla tarda estate del 2004 quando sia McMahon che i suoi compagni di band erano esausti a causa di mesi passati in tour. Nel corso di una pausa di lavoro che avevano deciso di prendersi, McMahon abbozzò le tracce vocali e di piano per una canzone in Life in Dreaming degli Hidden in Plain View e due canzoni in Tommyland: The Ride di Tommy Lee.
Mentre l'altro compositore di testi e primo chitarrista dei Somthing Corporate, Josh Partington, stava creando il proprio side project conosciuto come Firescape, McMahon iniziò a scrivere altri testi. Non si sarebbe mai aspettato che le sue canzoni sarebbero state pubblicate. Scrivendo queste canzoni, McMahon affrontò un approccio più terapeutico; ciò ebbe come risultato un testamento più personale ed intimo della sua produzione scritta. Le canzoni parlavano di "tornare a casa, e trovarsi la casa molto diversa da come la ricordavo [...], abbandonare un sacco di persone, e cose, alle quali normalmente ero molto attaccato [...], esplorare e stare bene con me stesso, e non dover inventare delle scuse per quello che sono, ed accettare quello che sono", ha dichiarato McMahon in un'intervista. Il compositore aveva deciso di inciderli da solo, ma i brani iniziarono a prendere forma in modo collettivo. Egli pagò la produzione di tasca propria, il che recentemente ha portato ad un accordo di produzione con la Maverick Records.
Il primo album, intitolato Everything in Transit, fu pubblicato nell'agosto del 2005 e ricevette un responso positivo sia dai fan che dalla critica. Il tour estivo programmato per supportare i costi di produzione fu cancellato non appena McMahon si ammalò di leucemia linfoblastica acuta e fu sottoposto ad un trapianto di midollo osseo.
I Jack's Mannequin hanno partecipato all'episodio 15 della III serie di One Tree Hill, suonando al concerto di beneficenza per una raccolta fondi a favore della ricerca sul cancro al seno organizzata da Peyton al Tric; la band ha suonato le canzoni 'The Mixed Tape', 'Holiday From Real' e 'Dark Blue'.

### The Glass Passenger(2007-2012)
La band ha iniziato a registrare il suo secondo album nell'estate del 2007. Nell'agosto del 2007, McMahon ha postato nel suo blog il testo della canzone "Cell phone", canzone che la band ha suonato in vari concerti live dal 2007 al 2008. Inoltre, nel febbraio del 2008, i video delle performance live di due canzoni tratte dal nuovo album ("Caves" e "Suicide Blonde") sono stati caricati su YouTube e messi a disposizione per il pubblico. McMahon fa la sua apparizione nella copertina della pubblicazione di gennaio 2008 di Alternative Press, che contiene un'intervista con lui.
Il 5 maggio 2008, la cantante dei Paramore Hayley Williams ha annunciato su The Sauce che i Paramore e i Jack's Mannequin avevano in programma un tour insieme, che sarebbe iniziato alla fine dell'estate. Le date sono state confermate per agosto e settembre del 2008.
Il 5 agosto 2008, l'EP The Ghost Overground fu pubblicato su iTunes. L'EP contiene due tracce dell'album che sarebbe stato presto pubblicato, "The Resolution" e "Bloodshot," e due tracce live da Everything in Transit. Un altro EP, In Valleys, fu pubblicato sempre su iTunes il 9 settembre, e conteneva una canzone dall'album, "Swim," e tre b-sides, "Cell Phone," "Sleazy Wednesday," e "At Full Speed." Originariamente "In Valleys" doveva aveva una tracklist composta da "Swim", "Cell Phone", "Sleazy Wednesday" e "Annie Use Your Telescope", ma fu commesso un errore.
L'8 agosto 2008, in un'intervista con MTV, Andrew rivelò che l'autrice di bestseller Stephenie Meyer aveva scritto la sceneggiatura del nuovo video di "The Resolution" e aveva deciso di girarlo la settimana seguente. Riguardo alle riprese, McMahon ha detto: "Sono state delle belle riprese. I video musicali non sono una cosa semplice. Richiedono moltissima fiducia nella squadra che crea gli effetti visuali, e questo può essere un po' spiazzante. Detto ciò, sul set c'era una gran bella atmosfera, e girare vicino al mare ha fatto sì che quel giorno fosse straordinariamente sereno, nonostante tutto il duro lavoro che c'è dietro."
Il nuovo album, intitolato The Glass Passenger, doveva essere originariamente pubblicato il 22 aprile. In seguito la data fu posposta al 3 giugno, ma l'album fu pubblicato solo molto più tardi, il 30 settembre 2008.
Il 3 settembre 2008 era stato annunciato che i Jack's Mannequin avrebbero partecipato ad un tour autunnale per promuovere il nuovo album. Il nome del tour era "Hammers and Strings: An Evening with Jack's Mannequin and The Glass Passenger". Negli spettacoli del tour la band suona l'album al completo, girando le città e aree più importanti con enormi gruppi di fan. Questo tour così atteso ha visto molti degli spettacoli già sold out a distanza di pochi giorni. Si tratta del primo tour dopo l'uscita di The Glass Passenger.
The Glass Passenger ottenne critiche positive dalle riviste musicali (Spin, Alternative Press, Rolling Stone, etc.) ed una grande accoglienza dai fan.
Il 13 ottobre 2008 fu rappresentato per la prima volta su LiveDaily Sessions un video con una performance live di tre canzoni, che includevano "The Resolution," "Annie Use Your Telescope" e "Bloodshot".
Il 3 novembre 2008 fu annunciato che i Jack's Mannequin sarebbero stati l'attrazione principale per l'annuale The Night The Buzz Stole Christmas della KRBZ, uno dei più grandi eventi annuali di musica alternativa durante la stagione natalizia.
La band è stata in tour con i The Fray nell'estate del 2009.
Nel 2012 hanno partecipato al progetto di Amnesty International "Chimes of Freedom: The Songs of Bob Dylan", con la cover della celeberrima Mr.Tamburine Man di Bob Dylan.

## Filantropia
Nel giugno del 2005, ad Andrew McMahon fu diagnosticata una leucemia linfoblastica acuta, ma il cantante è ora guarito completamente. I Jack's Mannequin partecipano annualmente al Light The Night Walk della The Leukemia & Lymphoma Society. Nel 2008, hanno realizzato il raggiungimento di un traguardo di $100,000 che vengono raccolti attraverso una pagina personalizzata per raccolte di fondi. I soldi accumulati vanno alla lotta contro il cancro sanguigno ed assicurano supporto ai pazienti e alle loro famiglie.

## Formazione
- Andrew McMahon – voce, pianoforte
- Bobby "Raw" Anderson– chitarra, voce di sfondo
- Jonathan 'Dr. J' Sullivan – basso
- Jay McMillan – batteria

## Discografia

### Album in studio
- 2005 – Everything in Transit
- 2008 – The Glass Passenger
- 2011 – People and Things

### EP
- 2005 – Kill the Messenger
- 2006 – Holiday
- 2008 – The Ghost Overground
- 2008 – In Valleys
- 2008 – The Resolution
- 2009 – Live from SoHo

### Singoli
- The Mixed Tape
- Dark Blue
- The Lights and Buzz
- La La Lie
- The Resolution
- Swim

### Apparizioni in compilation
- 2007 – Punk Goes Acoustic 2, con Bruised